# Borneacanthus
Borneacanthus, biljni rod iz porodice primogovki smješten u tribus Barlerieae, dio potporodice Acanthoideae. Sastoji se od 6 vrsta, sve su endemi sa Bornea. Opisan je u Blumea 10: 156. 1960.

## Etimologija
Latinsko ime roda dolazi po otoku Borneo i roda Acanthus.

## Vrste
1. Borneacanthus angustifolius Bremek.
2. Borneacanthus grandifolius Bremek.; tipična vrsta
3. Borneacanthus mesargyreus (Hallier f.) Bremek.
4. Borneacanthus paniculatus Bremek.
5. Borneacanthus parvus Bremek.
6. Borneacanthus stenothyrsus Bremek.